# بعثة استكشافية لغوص اسماك القرش

## بعثة استكشافية لغوص اسماك القرش
سمكة قرش بيضاء كبيرة
كانت رحلة الغوص في أسماك القرش لعام 1992 أول رحلة غوص متعمدة في العالم مع أسماك القرش البيضاء الكبيرة، مما ساهم في تغيير الآراء العامة حول الضراوة المفترضة لهذه الحيوانات.

## التاريخ
حدث الغوص في يناير 1992، أثناء تصوير الفيلم الوثائقي ناشيونال جيواغرافيك (البرية الزرقاء) في جزيرة داير. في جنوب افريقيا. بعد أن تم الاحتفاظ بـ 8-10 أسماك قرش بيضاء كبيرة حول قاربهم لمدة 6 ساعات تقريبًا باستخدام لحما الدولفين والثدييات البحرية، نفذ أربعة غواصين أول غوص في العالم بين هذه الحيوانات دون قفص أمان، أو أي حماية أخرى، مثل سلسلة البريد بدلات. كان الغواصون رون وفاليري تايلور، صانعي الأفلام الأستراليين البارزين ورواد الاستكشاف تحت الماء، وصديقهم جورج أيسكو، غواص ومصور من جنوب إفريقيا، وبييت "بي جيه فان دير والت، الذي أسس صناعة الغوص في الأقفاص في جنوب إفريقيا في عام 1988.
كان تايلورز وأسكيو، خبراء وسلطات سمك القرش  المعترف بهم، يختبرون فرضيتهم بأن هذه الحيوانات تتمتع بسمعة أشرس بكثير مما تستحقه. استندت فرضيتهم إلى سنوات عديدة من التجارب مع أنواع مختلفة من اسماك القرش، باستثناء المواجهات وجها لوجه تحت لماء. في عام 1978 كتب اسكيو مقالا  بعنوان ((سمكة الفك – اسطورة أم اكلة لحوم انسان)) نشر في مجلة المملكة المتحدة (العالم تحت الماء) اقتراح ان الابيض العظيم لايستحقون الصورة المروعة والسمعة التي طبعها مؤلف جاوس بيتر بينشلي  والمخرج السنمائي ستيفن سبيلبرغ، قد طبعت في عقول الشعوب. افترض اسكيو انه نظرا لاعتمادهم على الخفاء والمفاجأة عند الهجوم. فالابيض العظيم من غير المحتمل ان يهاجموا إذا كنت على علم بوجودهم. وله مقالتان أخريان عن نفس الموضوع نشرتا في عامي 1983 و 1991، ثم انتقل لإثبات هذه النقطة مع الغوص التاريخي في عام 1992.
في حين أن الاختبار السطحي للنموذج الاولي للجهاز المحيطي الوقائي *سمك القرش* (الآن سمك القرش) لمجلس أسماك القرش ناتال، واكتشف الغواصون انه بالرغم من حماسهم لساعات في السابق من قبل كميات كبيرة من الاسماك المحملة بالدم (الاسماك المهروسة والدم والزيت) وقطع من لحم الدولفين والحيتان من الذبائح المغسولة. وكانت اسماق القرش في الواقع خجولة جدا ويصعب الاقتراب منها، حتى انها كانت خائفة من هؤلاء الدخلاء المجهولين. بعد انتظار طويل لمدة 20 دقيقة، أجرى الغواصون عدة لقاءات خجولة مع اسماك القرش شديدة الحذر ولم يتم تحديهم في أي وقت. ولم يشعرو بعدم الارتياح. هذا الغزو (ايفرست تحت الماء)، قفزة هائلة إلى الامام في استكشاف المحيطات، وتحدى بقوة فكرة الابيض العظيم كالة اكل (الوحش الطائش)، وغيرت الطريقة التي ينظر بها العالم  إلى اسماك القرش.
شعر تايلور أن أسماك القرش الأسترالية قد يكون لها سلوك مختلف قليلاً عن تلك الموجودة في جنوب إفريقيا، ولكن كما هو معروف الآن ان الابيض العظيم يسبحون بين جنوب إفريقيا وأستراليا، فإن هذا مفتوح للنقاش. في مناسبتين قبل ذلك بسنوات عديدة، أطلقوا سراح الابيض العظيم المحاصرين في الحبال السلكية من أقفاص دون التعرض للمضايقات، على الرغم من لمسهم للحيوانات.
واجه أيسكو أسماك القرش البيضاء العظيمة عدة مرات في السابق على مر السنين أثناء صيد الرمح. كان الأول في عام 1960، عندما كان لقاءاحدهم يعني موتًا مؤكدًا. كان هذا اللقاء مع أنثى شديدة الحمل جاءت إلى خليج صغير لإسقاط صغارها. كانت في مرحلة متقدمة من الحمل لدرجة أن جسدها كان مشوهًا، وكان فمها في الواقع يتجه إلى الأمام فوق بطنها المنتفخ بشدة. كانت ما يشار إليه باسم "اسقاط الامعاء'. في عالم الحيوان، عادة ما تكون الأم وقائية جدا وعدوانية جدا قبل الولادة وبعدها مباشرة، ومع ذلك لم يُظهر هذا (مفترس القمة) الكبير أي عدوان تجاهه. بسبب هذا اللقاءات المماثلة، ولقاءات زملائه، أصبح أكثر اهتمامًا بهذا السؤال.
قبل الغوص مباشرة، كان أيسكو ورون تايلور راكعين على منصة الغوص على ارتفاع بضعة سنتيمترات فوق الماء، وأيديهما في الماء. وقف أيسكو وتراجع، وفي تلك اللحظة انزلق (الابيض العظيم) بطول أربعة أمتار على المنصة وتوقف على بعد3 بوصات عن قدمه قبل أن ينزلق للخلف، لكنه لم يحاول الالتفاف عليه أو الاندفاع نحوه. كان سيأخذ كاميرته وذراعيه، وربما يسحبه إلى الداخل إذا لم ينهض. يرى أيسكو أن تلك الحادثة هي انتهازية خالصة وليست وحشية.
كان النموذج الأولي لـ «بدلة» الذي شوهدت فاليري ترتديه أثناء هذا الغوص دمية للاستمرارية ولم يمنح الغواصين أي حماية.
أظهر هذا اللقاء الوثيق الأول أن (الابيض العظيم) لم يتم بناؤهم فقط لالتهام الناس ولكنهم فضوليون للغاية ويمكن أن يكونوا «ودودين» تمامًا. هذا الغوص مسؤول بشكل مباشر عن الارتفاع المفاجئ في سياحة القرش - خاصة الغوص الحر (أي السباحة بدون حماية وقفص) مع أسماك القرش الكبيرة. عندما علم المشغلون الحاليون والمحتملون في جميع أنحاء العالم بالنظرية القائلة بأن (الأبيض العظيم)كان ودودًا تمامًا وليس من المحتمل أن يهاجم، كان من المفترض أن ينطبق الشيء نفسه على أسماك القرش الخطرة الأخرى مثل أسماك قرش النمر وأسماك قرش الثور وأسماك القرش البيضاء المحيطية. ثبت أن هذا هو الحال وبدأت سياحة أسماك القرش في التوسع بسرعة. إنها الآن صناعة بمليارات الدولارات سنويًا، وقد قدمت الكثير من الأفكار المفيدة حول أسماك القرش.
منذ هذا الغوص، حاول بعض الغواصين الغوص بلا حراك مع أسماك القرش الكبيرة، حتى أنهم كانوا يركبون زعانفهم الظهرية ويلمسونها تحت الماء. ومع ذلك، لا يوصى بمثل هذه المحاولات لأن أسماك القرش لا تزال (مفترسة القمة) وانتهازية للغاية. على الرغم من عدم وقوع أي حوادث خطيرة من السباحة الحرة مع (الابيض العظيم)، لا يمكن قول الشيء نفسه بالنسبة لأسماك القرش الأخرى. كان هناك عدد من الوفيات والإصابات الأخرى.

### أنظر أيًضا
- أندريه هارتمان

- https://ar.wikinew.wiki/wiki/Mike_Rutzen
- الفك المفترس (فيلم)

### الروابط الخارجية
- http://www.thejohnharding.com/
[بحاجة لمصدر]